# Escut de la República de la Xina
L'escut de la República de la Xina és l'emblema del Kuomintang (KMT), que apareix també en una cantonada de la bandera estatal.
És conegut com el Cel Blau amb el Sol Blanc (en xinès 青天白日; segons la transcripció pinyin, Qīng tīan bái rì). Els dotze raigs del sol blanc dins el cercle blau representen els mesos de l'any i les dotze hores tradicionals xineses, o shíchen (時辰), tot plegat símbol del progrés continu.
L'emblema és obra de Lu Hao-tung, màrtir de la Revolució Republicana, i fou ideat per representar l'exèrcit revolucionari a la inauguració de la Societat per a la Regeneració de la Xina el 21 de febrer de 1895.